# Palacios de la Valduerna (kommunhuvudort)
Palacios de la Valduerna är en kommunhuvudort i Spanien.   Den ligger i provinsen Provincia de León och regionen Kastilien och Leon, i den nordvästra delen av landet, 280 km nordväst om huvudstaden Madrid. Palacios de la Valduerna ligger 796 meter över havet och antalet invånare är 485.
Terrängen runt Palacios de la Valduerna är platt, och sluttar österut. Runt Palacios de la Valduerna är det ganska glesbefolkat, med 22 invånare per kvadratkilometer. Närmaste större samhälle är La Bañeza, 4,5 km sydost om Palacios de la Valduerna. Trakten runt Palacios de la Valduerna består till största delen av jordbruksmark.